# Cucumis gracilis
Cucumis gracilis là một loài thực vật có hoa trong họ Cucurbitaceae. Loài này được (Kurz) Ghebret. & Thulin mô tả khoa học đầu tiên năm 2007.